# Хепри
Хепри е древноегипетски бог на слънцето, който е изобразяван с глава на скарабей. Свещеният бръмбар е изображение за самосътворението, тъй като египтянинът вярвал, че бръмбарът възниква от само себе си от торно топче (което всъщност служи за защита на яйцата и ларвите). Така антрацитено черният торен бръмбар е обожаван под името Хепри, т.е. „Възникналият от земята“, и още рано е отъждествяван с бога на сътворението Атум и смятан за една от формите на бога на слънцето.
За разлика от Хор и Атум, той е описван като утринното слънце. По-късно започва да се отъждествява с Хепри и двете божества постепенно се сливат в едно – Атум-Хепри. Често е изобразяван като бръмбар скарабей, търкалящ топче тор. Това топче било символ на слънцето, тъй като египтяните вярвали, че Хепри всеки ден търкаля слънцето през небето. Както бръмбарът бута пред себе си торното топче, така Хепри търкаля слънчевото кълбо по небето. Даряващият светлина и топлина слънчев бръмбар (от стеатит или фаянс) се превръща в един популярен амулет и е поставян в ковчезите на мъртвите като символ на нов живот.